# Jerzy Jurga

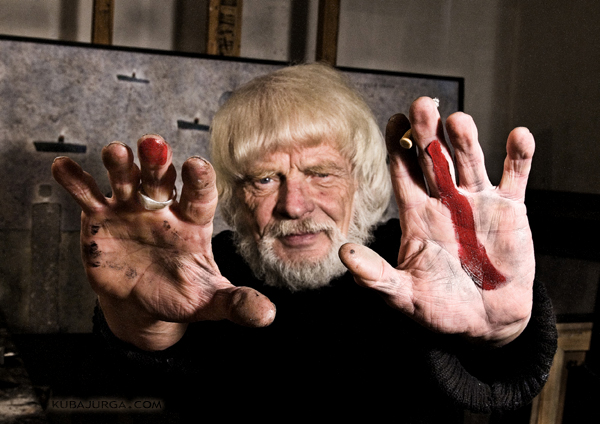
Jerzy Jurga

Jerzy Jurga (ur. 3 lipca 1940 w Śremie, zm. 13 lutego 2009 tamże) – artysta malarz, konstruktor kusz. Ukończył Studium nauczycielskie – kierunek wychowanie plastyczne oraz historię sztuki na Uniwersytecie im. Adama Mickiewicza w Poznaniu (1984). Pracował najpierw jako nauczyciel w szkole podstawowej, w latach 1969–1984 jako nauczyciel wychowania plastycznego w Liceum Ogólnokształcącym w Śremie. Później prowadził otwarte wykłady o sztuce w Bibliotece Publicznej w Śremie, resztę czasu poświęcając na pracę artystyczną.

## Malarstwo
Początkowo malował realistyczne obrazy z natury, w latach 60. zaczął kierować się ku abstrakcji, malując techniką olejną obrazy w ciemnej kolorystyce. Z czasem wykształcił swój własny, niepowtarzalny styl, olej zaczął być wypierany przez techniki mieszane. Dzięki specjalnemu przygotowaniu i zagruntowaniu blejtramu powierzchnia jego obrazów jest chropowata, czego efekt jest jeszcze wzmacniany przez celowe rozmieszczenie obiektów wypukłych. Po zagruntowaniu zamiast techniki olejnej Jerzy Jurga z reguły stosował podbarwiony rysunek, który nanosił na obraz dwukrotnie (ostateczną wersję po ponownym gruntowaniu płótna). Obrazy J. Jurgi należą do sztuki przedstawieniowej, nie abstrakcyjnej, przedstawiona rzeczywistość jest jednak bardzo przetworzona i celowo uproszczona. Widoczne są wpływy surrealizmu oraz twórczości „naiwnej” (dziecięcej i malarzy prymitywistów). Przedmioty i ludzie są przedstawieni w uproszczonych formach z elementami geometrycznymi (okrąg, prostokąt) i niemimetycznymi, w palecie barw dominują biel i różne odcienie szarości.
Osobną podgrupą obrazów są tak zwane obrazy zapisywane – ludzkie sylwety i figury geometryczne zapisywane mnóstwem małych piktogramów, symbolicznie ukazujących życie artysty i upływ czasu.

## Konstrukcja kusz
Drugą dziedziną twórczości była konstrukcja kusz, które budował od 1985 r. Dziedziną tą zainteresował się przypadkowo – kiedy jako zawodnik uczestniczył w zawodach łuczniczych, skończyły mu się strzały i cięciwy i postanowił zbudować prymitywną kuszę. Od 1989 r. J. Jurga był członkiem The British Crossbow Society, kolekcję jego kusz można obejrzeć w Muzeum Śremskim.
Obrazy i kusze Jerzego Jurgi były wielokrotnie wystawiane w muzeach i galeriach w Śremie, Poznaniu, innych miastach Wielkopolski i Polski a także za granicą (m.in. w Chicago w 1991 r.). W 2007 r. dużą retrospektywę obrazów J. Jurgi zaprezentowano w Galerii Miejskiej „Arsenał” w Poznaniu. W 1990 r. powstał film dokumentalny Mapa pogody (reż. Grażyna Banaszkiewicz) o twórczości artysty.

## Dom i rodzina
Mieszkał i miał swoją pracownię w Śremie. Kawiarnia (popularny klub „Kerber”) na ul. Zachodniej pod dawnym mieszkaniem malarza był „kultowym” miejscem spotkań, zwłaszcza śremskiej młodzieży licealnej, oraz sceną koncertów rockowych i bluesowych. Klub spłonął w nocy z 7 na 8 grudnia 2009 roku. Od 1978 r. Jerzy Jurga był też właścicielem zabytkowej chaty w Grodzewie koło Śremu, w której często przebywał i pracował latem. Przedtem zamieszkiwał też „Biały Gościniec” – dawną karczmę w miejscu przeprawy przez Wartę, na południe od zabudowań wsi Dąbrowa i Grodzewo (obecnie ruina).
Był dwukrotnie żonaty. W 1967 r. ożenił się z Hanką z d. Jankowską (zmarła w 1982 r.), a w 1984 r. z Gabrielą Kerber (zmarła w 2008 r.). Miał córkę Monikę i syna Kubę.